# Heinrich-Dietrich Dieckmann
Heinrich-Dietrich Dieckmann (* 1935) ist ein ehemaliger deutscher Diplomat, der zuletzt Botschafter in Neu-Delhi und Tokio war.

## Leben
Nach dem Abitur absolvierte Dieckmann ein Studium der Rechtswissenschaften an der Ludwig-Maximilians-Universität München. Dort wurde er aktives Mitglied der katholischen Studentenverbindung K.St.V. Rheno-Bavaria im KV. Am  21. Juni 1963 promovierte er zum Dr. jur. mit einer Dissertation zum Thema Die Haftung des Besitzers eines Privatgrundstückes dessen Benutzern gegenüber nach dem nordamerikanischen Deliktsrecht an der Westfälischen Wilhelms-Universität zu Münster.
Danach trat Dieckmann 1965 in den  Auswärtigen Dienst ein und fand zunächst Verwendung an der Botschaft in Indien. Nach Anfangsjahren an der Vertretung der Bundesrepublik bei den Europäischen Gemeinschaften in Brüssel und in der Europa-Abteilung des Auswärtigen Amtes leitete er von 1973 bis 1977 die Wirtschaftsabteilung der Botschaft in Brasilien und war danach bis 1982 der erste Leiter des Referats des Auswärtigen Amtes für Internationale Energiepolitik. Im Anschluss war er zwischen 1982 und 1988 Leiter der Wirtschaftsabteilung der Vertretung bei den Vereinten Nationen in New York.
Nach einer darauf folgenden Tätigkeit als Beauftragter für Nord-Süd-Verhandlungen, dann für Ost-West-Wirtschaftsbeziehungen des Auswärtigen Amtes war er zwischen 1992 und 1994 Leiter der Wirtschaftsabteilung und der Abteilung für Europäische Integration im Auswärtigen Amt. Als Leiter der Wirtschaftsabteilung des Auswärtigen Amtes gehörte er zum deutschen „Sherpa-Team“, dem die Vorbereitung der G7 (heute G8)-Gipfel obliegt und das auch die wirtschaftsrelevanten Verhandlungen mit der Sowjetunion im Rahmen der deutschen Wiedervereinigung führte.
1994 erhielt er als Nachfolger von Wilhelm Haas seine Akkreditierung als Botschafter in Japan. Dort wirkte er bis zu seiner Ablösung durch Frank Elbe im Jahr 1997 und übernahm im Wechsel von Elbe das Amt des Botschafters in Indien. Nach seinem altersbedingten Eintritt in den Ruhestand im Jahre 2000 wurde Heimo Richter sein Nachfolger als Botschafter in Indien.
Danach übernahm Dr. Dieckmann beratende Aufgaben, unternahm Vortragsreisen im In- und Ausland. Bis 2012 war Dieckmann Mitglied des Vorstandes der Stiftung Bundeskanzler-Adenauer-Haus in Rhöndorf. Seit 2007 ist er Mitglied des Beirates der Andheri-Hilfe. Daneben hielt er Vorträge, wie zum Beispiel zum Thema Gewichte verschieben sich-wie mag es in 30 Jahren auf der Weltbühne aussehen? im Colloquium Humanum in Bonn.

## Ehrungen
- 1997: Großes Verdienstkreuz der Bundesrepublik Deutschland

## Veröffentlichungen
- Die Haftung des Besitzers eines Privatgrundstückes dessen Benutzern gegenüber nach dem nordamerikanischen Deliktsrecht, Dissertation, Universität Münster 1963
- Was ist und wem nützt auswärtige Kulturpolitik : Text der Rede vor der OAG Tōkyō am 10. Mai 1995, 1995